# Alexej Šemarov
Alexej Nikolajevič Šemarov  (rusky Алексей Николаевич Шемаров) nebo (bělorusky Аляксей Шамараў (Aljaksej Šamarau)), (* 16. září 1982 v Kaliningradu, Sovětský svaz) je ruský zápasník volnostylař, který od roku 2009 reprezentuje Bělorusko. Volnému stylu se začal věnovat ve svých 17 letech v rodném Kaliningradu. V ruské reprezentaci se nedokázal prosadit, proto přijal v roce 2009 možnost reprezentovat sousední Bělorusko. V roce 2011 získal pro svou novou zemi nečekaný titul mistra světa. V roce 2012 však své vydobené pozice na olympijských hrách v Londýně nepotvrdil výpadkem ve druhém kole. Připravuje se individuálně pod vedením svého bratra Alexandra.